# Passiflora boticarioana
Passiflora boticarioana är en passionsblomsväxtart som beskrevs av Cervi. Passiflora boticarioana ingår i släktet passionsblommor, och familjen passionsblomsväxter. Inga underarter finns listade i Catalogue of Life.